# К-554 «Император Александр III»
К-554 «Император Александр III» — российская атомная подводная лодка стратегического назначения, относящаяся к 4-му поколению. Седьмой корабль проекта 955 «Борей» и четвёртый, строящийся по модернизированному проекту «Борей-А».

## Имя и преемственность
Подводная лодка названа в честь российского императора Александра III. В 2015 году министр культуры РФ Владимир Мединский присутствовал на закладке новейшей стратегической атомной подводной лодки проекта 955 «Борей», в своей речи он упомянул про возвращённый в 2014 году в Севастополь флаг последнего линкора Российской Империи «Императора Александра III» и сообщил, что присвоение новому подводному крейсеру этого имени является свидетельством преемственности истории Российской Империи и Российской Федерации.
Историк морской артиллерии А. Б. Широкорад раскритиковал выбор имени, отметив, что Александр III не сделал для российского флота «ровным счётом ничего».

## История строительства
Закладка состоялась 18 декабря 2015 года под заводским номером 207. Заместитель главнокомандующего ВМФ России Виктор Бурсук в ходе церемонии закладки корабля объявил, что подводная лодка войдет в состав Тихоокеанского флота. 29 декабря 2022 года был произведён спуск на воду в Северодвинске.
В начале ноября 2023 года «Император Александр III» в ходе государственных испытаний успешно выполнил испытательный пуск баллистической ракеты морского базирования «Булава». Ракету запустили из акватории Белого моря по полигону Кура на Камчатке. 30 ноября 2023 года СМИ сообщили, что подписаны приёмо-сдаточные документы о передаче флоту «Александра III».
11 декабря 2023 года на подлодке «Император Александр III» был поднят Андреевский флаг, корабль вступил в строй.

## История службы

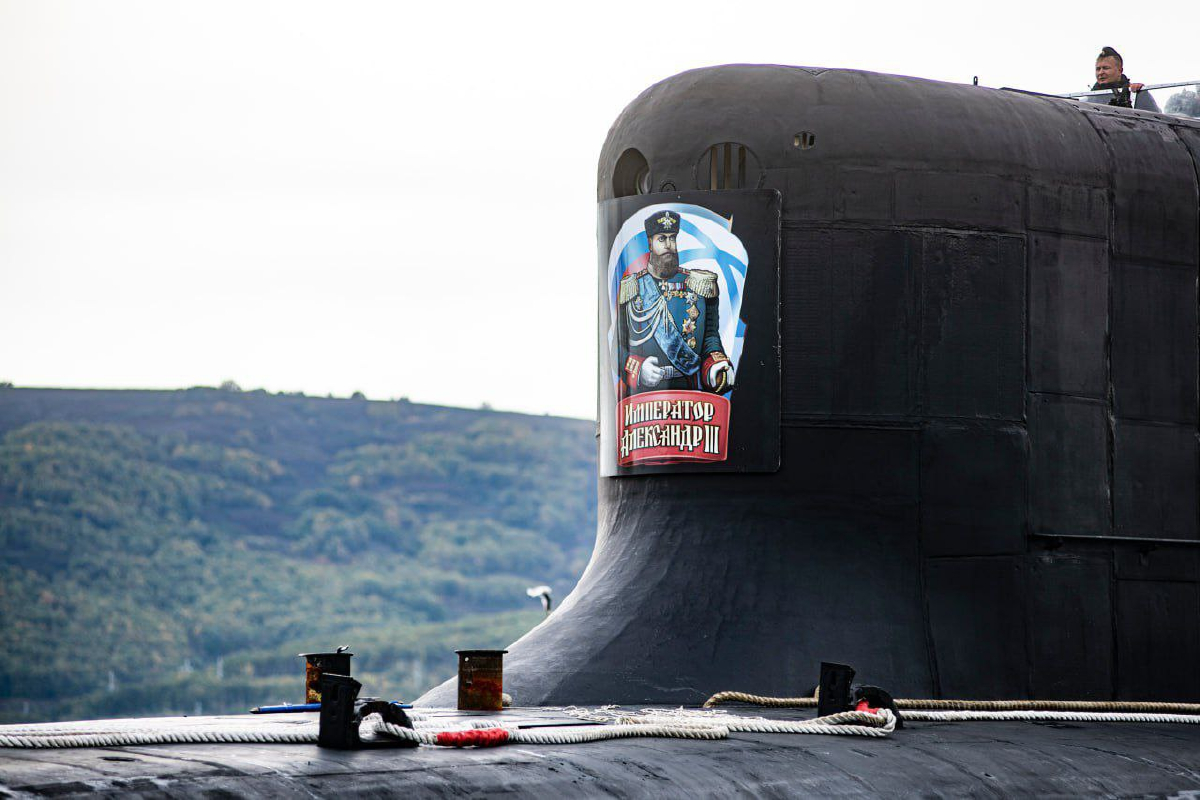
Эмблема К-554 на ограждении выдвижных устройств

В сентябре 2024 года К-554 и К-571 «Красноярск» совершили групповой подлёдный межфлотский переход с Северного флота на восток, пройдя более 4000 миль в сложных ледовых условиях. 25 сентября К-554 прибыл к месту постоянного базирования в составе 25-й ДиПЛ в бухту Крашенинникова, Вилючинск. В 2024 году принял участие в стратегических учениях «Океан-2024».
В феврале 2025 года экипажу К-554 была объявлена благодарность Генерального прокурора РФ «За существенный вклад в укрепление обороноспособности и обеспечение безопасности Российской Федерации».

## Командиры
- 2023—н. в.: Олег Гришаев[12][11]